# Ortamahalle, Kartal
Ortamahalle là một xã thuộc huyện Kartal, tỉnh Istanbul, Thổ Nhĩ Kỳ.